# Subgrup de Frattini
En Teoria de grups, el subgrup de Frattini és la intersecció {\displaystyle \Phi G} de tots els subgrups maximals d'un grup donat {\displaystyle G}. Quan {\displaystyle G} no té subgrups maximals, aleshores {\displaystyle \Phi G=G}. Rep el seu nom pel matemàtic Giovanni Frattini que el va descriure en un article publicat el 1885.
El subgrup de Frattini és un subgrup característic que, a més, té la propietat de ser el conjunt de tots el no-generadors de {\displaystyle G}.